# Jean-Paul Hétu
Pour les articles homonymes, voir Hétu.
Jean-Paul Hétu est un syndicaliste québécois, mort le 30 juillet 2012 à 80 ans. Il a milité à la Confédération des syndicats nationaux (CSN) de 1958 à 1972, où il a œuvré en tant que négociateur, et directeur du service d'éducation.
Il a par la suite été vice-président  puis président,  de la Centrale des syndicats démocratiques (CSD) de 1972 à 1989.

## Œuvres
- Hétu, Jean-Paul. Productivité et qualité de vie au travail dans le textile / par Jean-Paul Hétu, Guy Mailloux, Pierre Ouellette, avec la collab. du Comité de productivité de la Fédération du textile (C.S.D.), Arthur Delage… [et al.].  -- [Montréal : Centrale des syndicats démocratiques, 1979]
- Hétu, Jean-Paul. Lutte des travailleurs du textile au Québec / Jean-Paul Hétu. -- [Montréal] : Centrale des syndicats démocratiques, [1979]
- Hétu, Jean-Paul. Le conflit chez Bélanger : un défi pour tout le comté de Montmagny / [rédigé par Jean-Paul Hétu et Michel Lauzon, avec la collab. du Syndicat des travailleurs de A. Bélanger ltée (C S D)]. -- [Montréal : Centre de recherche de la C.S.D., 1976.
- Centrale des syndicats démocratiques. Pour un syndicalisme nouveau et moderne au Québec / Centrale des syndicats démocratiques ; [rédigé par] Jean-Paul Hétu. -- Montréal : C.S.D., 1981.
- Hétu, Jean-Paul. 150 ans d'histoire syndicale au Québec / Jean-Paul Hétu. -- Montréal : Éditions Cotis, [2005?]